# Fruittella
Fruittella — конфеты для жевания. В приготовлении применяются фруктовые соки, красители и ароматизаторы. Изготавливаются итальяно-голландской компанией Perfetti Van Melle. Также она производит конфеты Mentos и Chupa Chups.
Жевательные конфеты с фруктовым соком внутри изобрёл кондитер, имя которого неизвестно. Он жил в польском городе Краков. Голландские братья Van Melle в 1951 году приобрели права на производство этих конфет. Они назвали их Fruittella.
С того времени Fruittella принадлежала сначала голландской компании Van Melle. Позднее она объединилась с конкурирующей фирмой из Италии, и бренд перешел во владение вновь созданной Perfetti Van Melle.
В России Fruittella появилась в 1993 году.